# Залесье (Бобруйский район)
Залесье (бел. Залессе) — посёлок в Бобруйском районе Могилёвской области Беларуси. Входит в состав Слободковского сельсовета.

## География
Посёлок находится в юго-западной части Могилёвской области, при автодороге Н-10108, на расстоянии 
6 километров югу от города Бобруйска, административного центра района. Абсолютная высота — 149 метров над уровнем моря. Площадь населённого пункта — 0,2567 км².

## История
Залесье основано в 1920-х годах переселенцами из близлежащих деревень.

## Население
По данным переписи 2019 года, в посёлке проживало 33 человека.
| Год  | Население, человек |
| ---- | ------------------ |
| 1959 | 82                 |
| 1970 | ↘ 81               |
| 1986 | ↘ 12               |
| 2007 | ↗ 28               |
| 2009 | ↗ 37               |
| 2019 | ↘ 33               |